# Gebhardshagen
Gebhardshagen ist einer der insgesamt 31 Stadtteile der kreisfreien Stadt Salzgitter in Niedersachsen, gelegen in der Ortschaft West. Es ist der viertgrößte Stadtteil Salzgitters und liegt in der Stadtmitte.
Gebhardshagen gehörte bis zum 31. März 1942 zum Landkreis Wolfenbüttel und wurde durch einen Verwaltungsakt am 1. April 1942 ein Teil der Großstadt Watenstedt-Salzgitter. Am 23. Januar 1951 wurde diese amtlich in Salzgitter umbenannt.

## Geographie
Gebhardshagen liegt zwischen Salzgitter-Salder (im Norden) und Salzgitter-Engerode und -Calbecht (im Süden) an der Nord-Süd-Straße, einer Schnellstraße, die Salzgitters größte Stadtteile Lebenstedt und Bad miteinander verbindet. Westlich von Gebhardshagen liegt die Gemeinde Haverlah.

## Geschichte

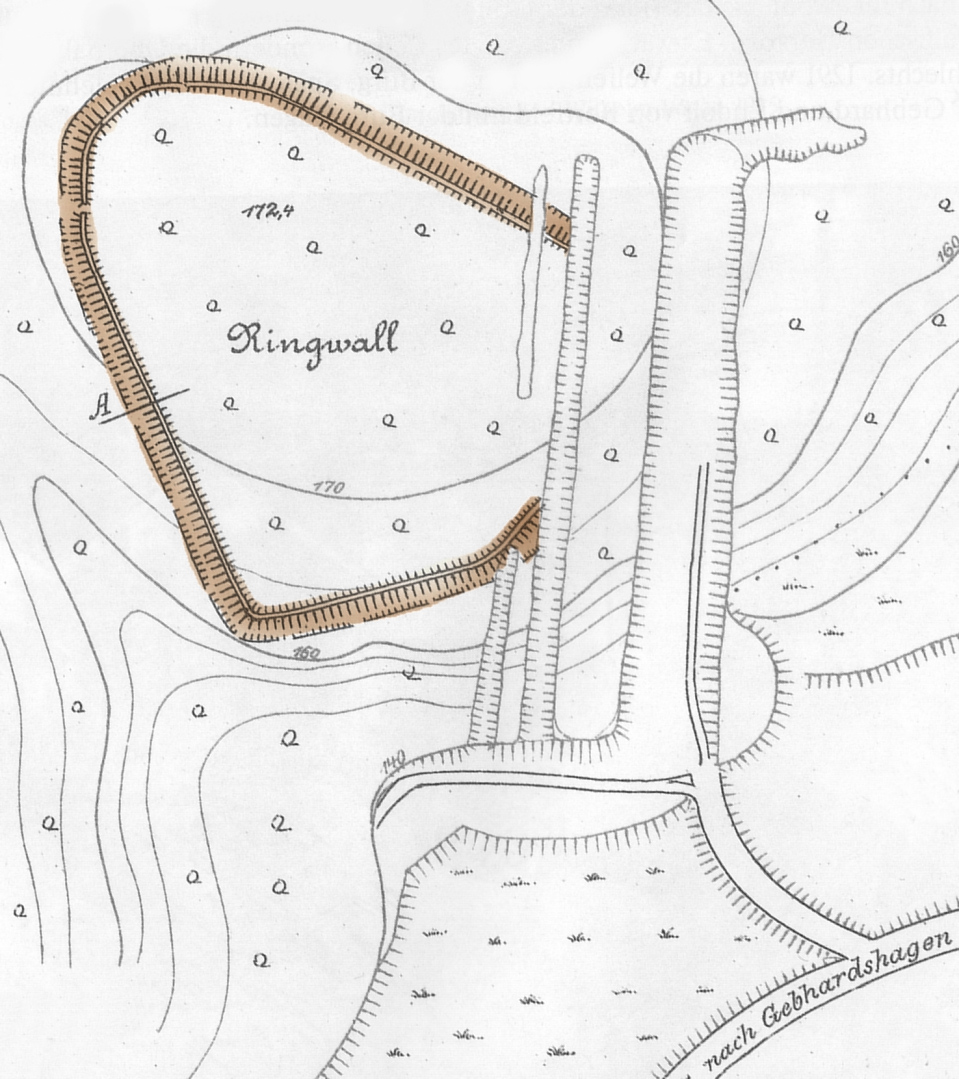
Ringwall Gebhardshagen

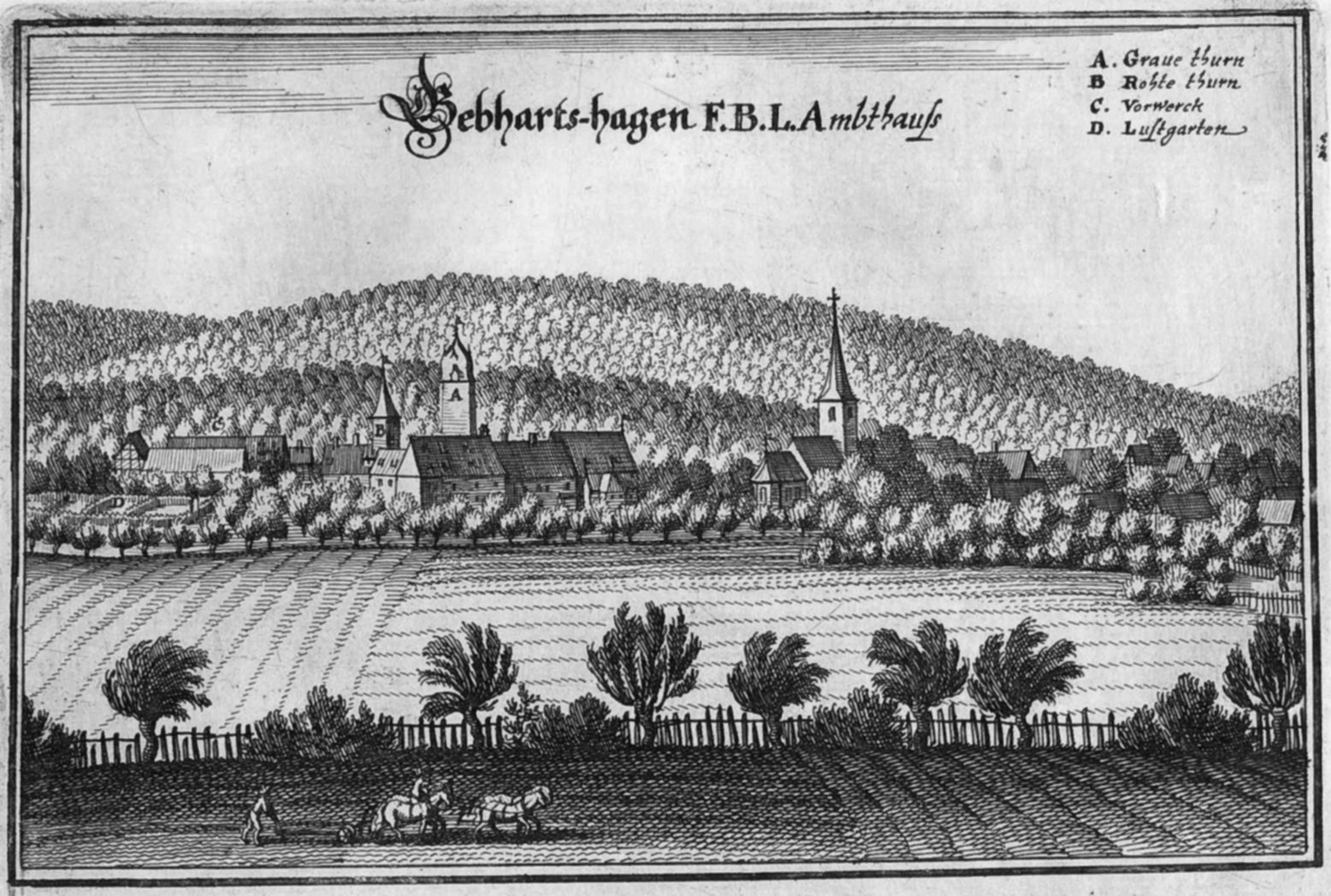
Gebhardshagen um 1654/1658, Stich von Matthäus Merian

Silexsplitter aus dem Neolithikum deuten auf eine Nutzung des Gebietes bereits in der Jungsteinzeit hin.
Auf eine eisenzeitliche Siedlungsstelle im 1. und 2. Jahrhundert n. Chr. innerhalb von Gebhardshagen (Ritter-Gebhard-Straße 75) weisen Funde hin, die im Sommer 2017 beim Ausheben einer Grube für ein Lagergebäude entdeckt wurden. Bei einer Ausgrabung fanden sich in früheren Abfall- oder Vorratsgruben Keramikscherben, Steine und Tierknochen.
Der Ort entstand vermutlich zu Beginn des 11. Jahrhunderts im Schutze eines Vorgängerbaus der heutigen Burg Gebhardshagen. Die Befestigungsanlage diente dem Schutz eines Handelsweges, der über einen nahe gelegenen Pass des Salzgitter-Höhenzuges führte. Die Burg war der Stammsitz des Adelsgeschlechts derer von Hagen, dessen erste Erwähnung sich in einer Urkunde vom 17. Juni 1129 findet, in der König Lothar III. einen Landtausch zwischen dem Domstift zu Goslar und dem Stift Riechenberg bestätigt. In dieser Urkunde wird erstmals ein Cuonradus de Indagine (lateinisch, zu Deutsch: Konrad von Hagen) genannt.
In der Nähe des Passes liegt der von Carl Schuchhardt 1915 dokumentierte Ringwall Gebhardshagen im Wald. Wahrscheinlich handelte es sich, wie an anderen Orten, um eine frühmittelalterliche Fliehburg.
Der Ortsname wird erstmals in einer Urkunde von 1235 erwähnt, in der von einem Pfarrer Heinrich aus Hagen (Heinricus plebanus de Indagine) die Rede ist. Später trat der Beiname Gebhard hinzu, was auf dem in der Familie von Bortfeld als Lehnsnehmer verbreiteten Vornamen beruhte. Im 16. Jahrhundert richtete Herzog Heinrich der Jüngere von Braunschweig das Amt Gebhardshagen ein, dem er Teile des Amtes Salder übertrug. Nach Engerode kamen 1542 Calbecht, Leinde und Lobmachtersen dazu, 1647 folgte Heerte. Amtssitz war die Burg Gebhardshagen. Laut der Beschreibung des Merian-Stichs gab es um 1650 drei Wassermühlen im Ort sowie eine außerhalb des Ortes.
Zwischen dem Frieden von Tilsit 1807 und der Völkerschlacht bei Leipzig 1813 gehörte das Kurfürstentum Braunschweig-Lüneburg zum Königreich Westphalen. Gebhardshagen war dem Departement der Oker im Distrikt Braunschweig zugeordnet und bildete da den gleichnamigen Kanton.
Die Bevölkerung Gebhardshagens bestand bis ins 19. Jahrhundert aus Landwirten, Handwerkern und Landarbeitern, die sich im Winter durch die Fertigung von Kiepen und das Besenbinden ein Zubrot verschafften. Im 20. Jahrhundert führte die neu entstandene Industrie zur Ansiedlung von Bergarbeiterfamilien, zum Teil aus Schlesien. Die letzte Grube (Grube Haverlahwiese) wurde 1982 stillgelegt.

### Burg Gebhardshagen

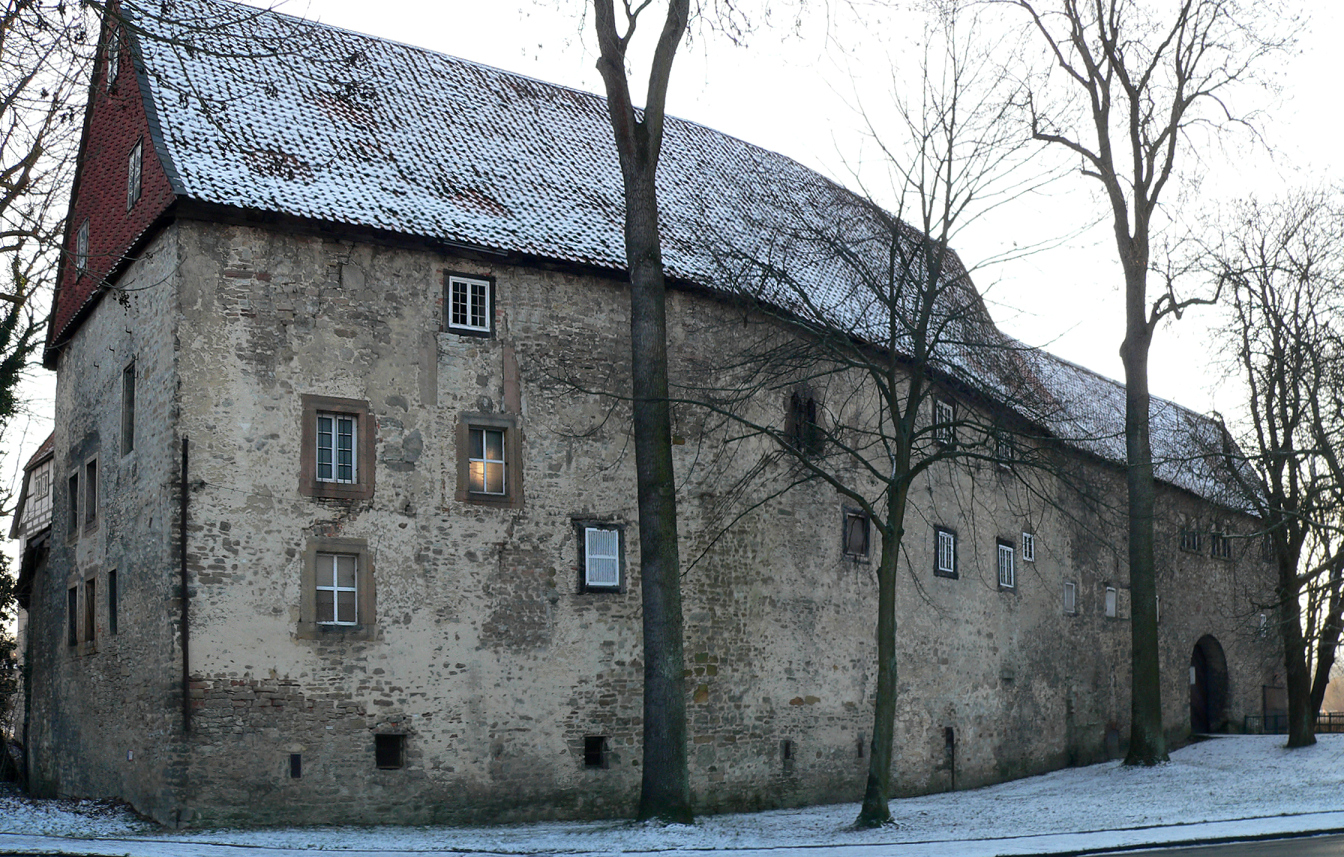
Burg Gebhardshagen

Die im 12. Jahrhundert entstandene Burg Gebhardshagen war der Stammsitz des Geschlechtes derer von Hagen. Sie saßen auf der Burg bis zum Erlöschen ihres Geschlechtes 1280. Dann kam die Anlage in den Besitz der Herzöge von Braunschweig-Lüneburg. Anfang des 14. Jahrhunderts in der Zeit der Herrschaft der Herren von Bortfeld wurde der Burgname Hagen erweitert. Der in der Familie häufige Vorname Gebhard trat hinzu, so dass die Burg Gebhardshagen hieß. Der sich im Umfeld der Burg angesiedelte Ort hieß bis ins 16. Jahrhundert Hagen. Erst dann wurde er in Gebhardshagen umbenannt zur Unterscheidung zum braunschweigischen Dorf Hagen sowie Nienhagen und Steinhagen als anderen Besitztümern der von Bortfeld.
Am 22. Mai 1406 zerstörten Truppen des Hildesheimer Bischofs Johann III. von Hoya, Heinrich von Bortfeld und Burghard von Cramm, die Mauern der Burg Gebhardshagen und nahmen sie ein. Danach wurde sie wieder aufgebaut. Im Dreißigjährigen Krieg wurde Gebhardshagen zuerst von den Kaiserlichen, dann von den Truppen des Herzogs Georg, darauf wieder von den Kaiserlichen und zuletzt von den Schweden berannt und zerstört. Bei der letzten Einnahme im Jahre 1637 wurde auch die Burg zerstört und niedergebrannt. Der Wiederaufbau erfolgte in der zweiten Hälfte des 17. Jahrhunderts. Seit dieser Zeit wird die Burg als Domäne geführt. Heute befinden sich die Gebäude im Besitz der Stadt Salzgitter.

### Bevölkerungsentwicklung
| Jahr | Einwohner |
| ---- | --------- |
| 1821 | 823       |
| 1848 | 1012      |
| 1871 | 1087      |
| 1910 | 1024      |
| 1925 | 988       |
| 1933 | 931       |
| 1939 | 2492      |
| 1946 | 4994      |
| 1950 | 5502      |

| Jahr | Einwohner |
| ---- | --------- |
| 1960 | 8664      |
| 1970 | 9832      |
| 1980 | 8998      |
| 1990 | 8579      |
| 2000 | 8498      |
| 2006 | 7758      |
| 2010 | 7129      |
| 2012 | 6872      |
| 2014 | 6663      |

| Jahr | Einwohner |
| ---- | --------- |
| 2016 | 7008      |
| 2018 | 7023      |
| 2019 | 6906      |
| 2020 | 6846      |
| 2021 | 6809      |
| 2022 | 6872      |
| 2023 | 6902      |
| 2024 | 6910      |

Quellen:
Die Bevölkerungszahlen von 1821 bis 2000 basieren auf dem Statistischen Jahrbuch des Referats für Wirtschaft und Statistik der Stadt Salzgitter.
Die Bevölkerungsstatistik ab 2001 basiert auf den statistischen Monatsberichten der Stadt Salzgitter (Einwohner mit Hauptwohnsitz) gemäß Melderegister zum Monatsende Dezember.

## Religion
In Gebhardshagen gibt es die beiden evangelischen Kirchen St. Nicolai und Heilig-Kreuz. Die katholische Kirche St. Gabriel wurde 1953 erbaut; zu dieser gehört das benachbarte, 1959 eröffnete, Senioren-Pflegeheim Maria im Tann.
Die Neuapostolische Kirche wurde geschlossen, auch die Landeskirchliche Gemeinschaft im Hardeweg besteht nicht mehr. Die Gebäude dieser Glaubensgemeinschaften werden heute privat genutzt.

### Evangelische St.-Nicolai-Kirche

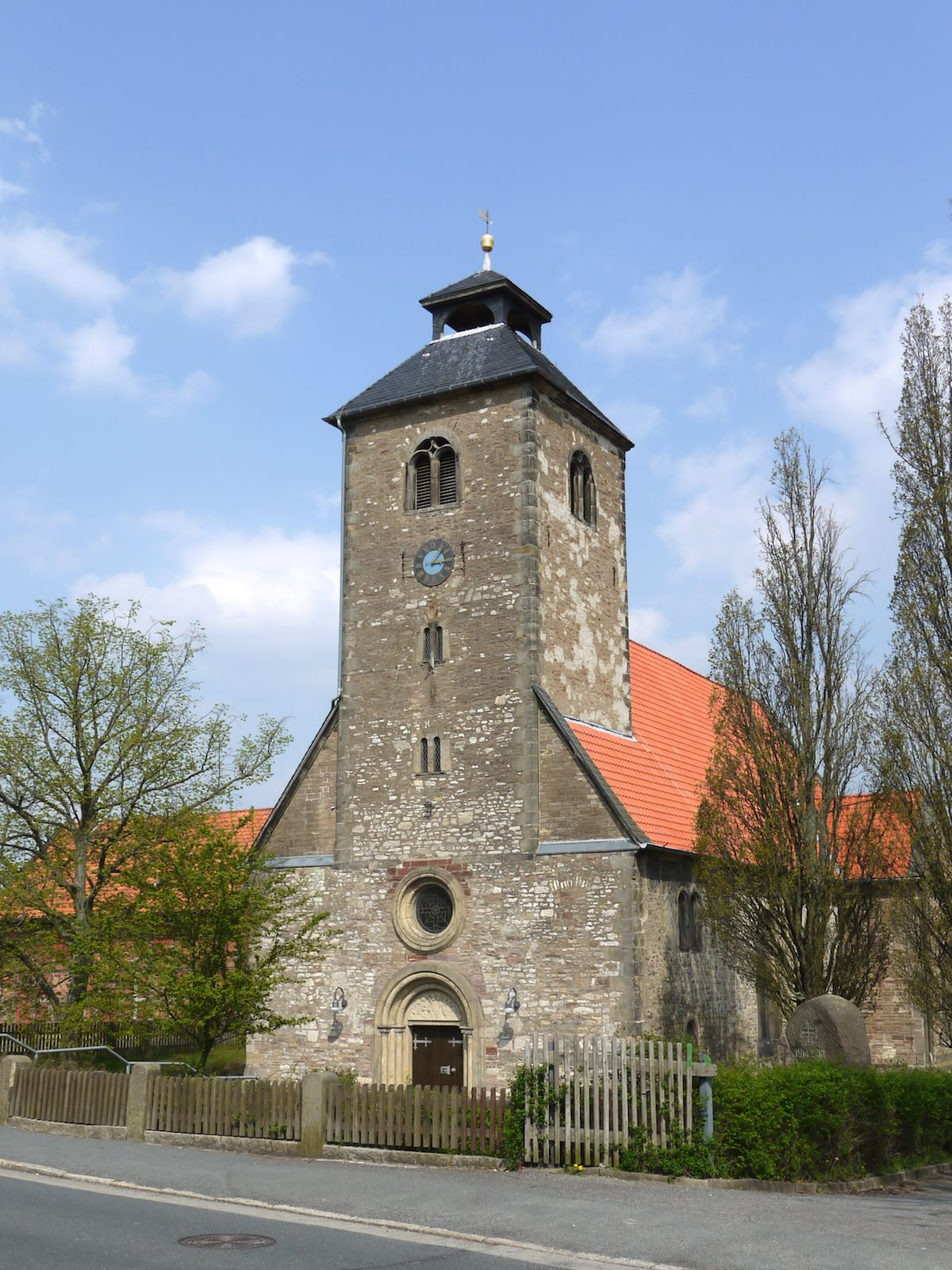
St.-Nicolai-Kirche

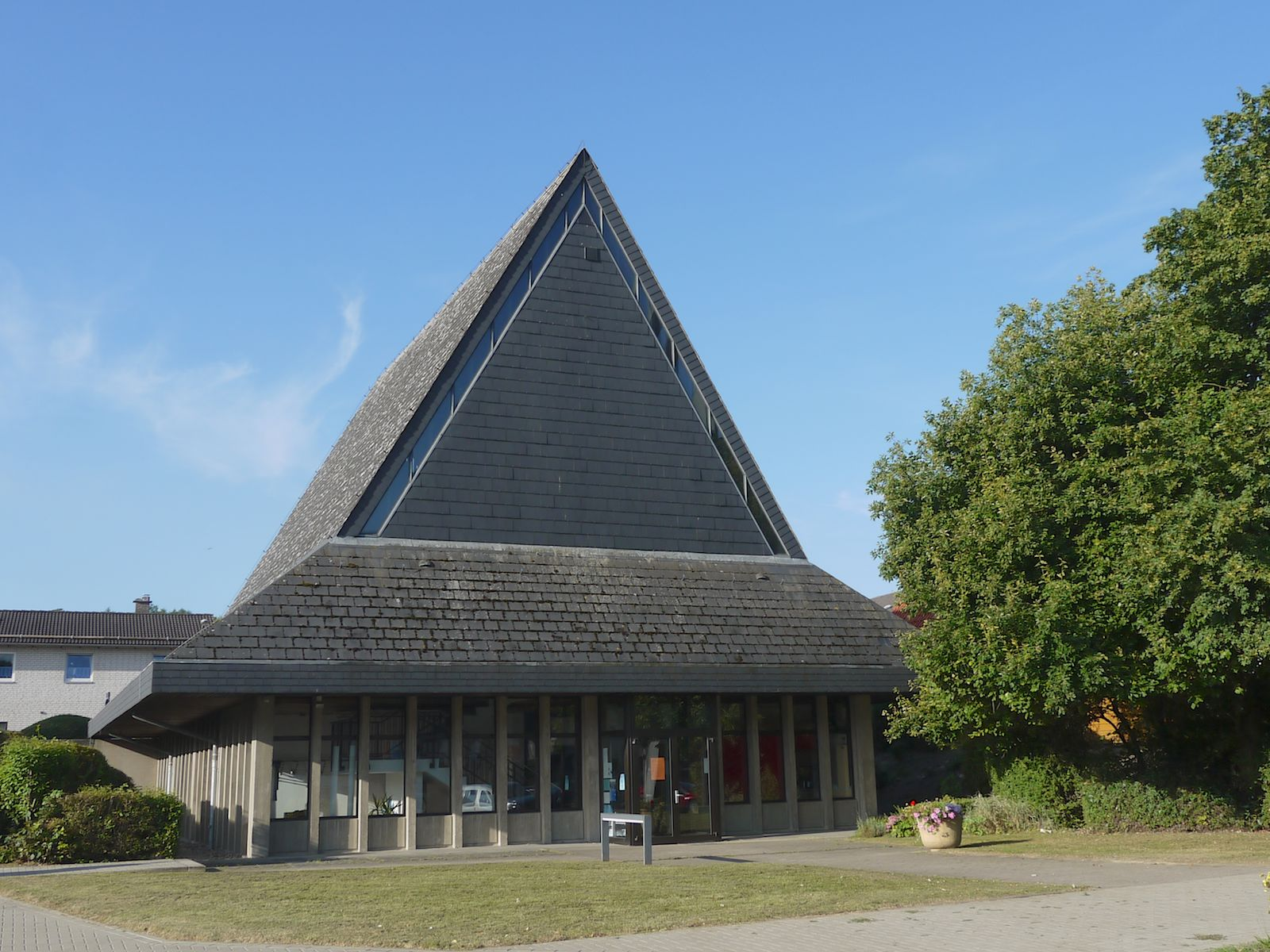
Heilig-Kreuz-Kirche

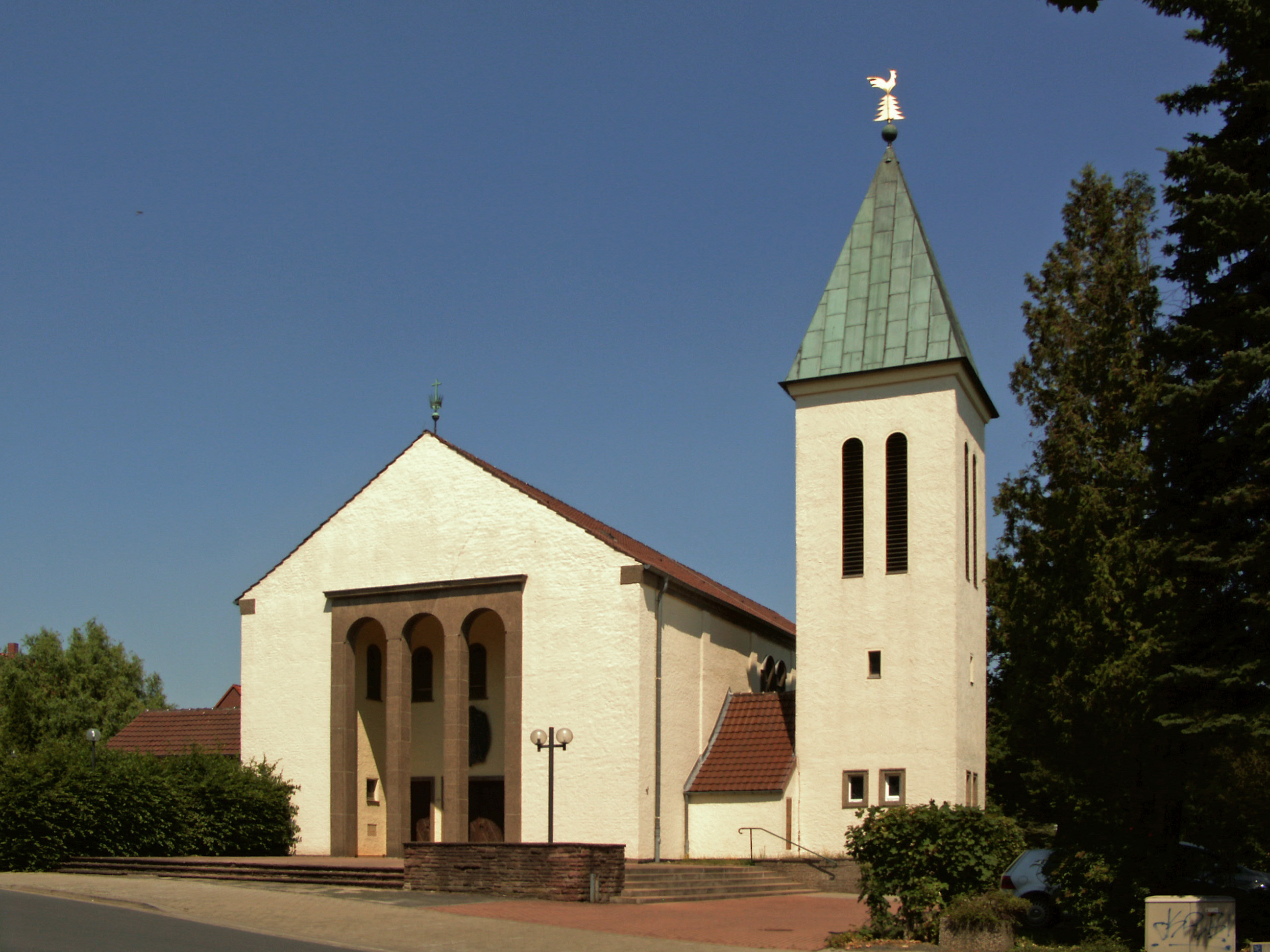
St.-Gabriel-Kirche

Laut der Beschreibung des Merian-Stichs wurde 1621 die noch heute bestehende Kirche an der Stelle einer zu klein gewordenen hölzernen Kapelle von 1410 erbaut; neuere Quellen datieren den Bau auf die Zeit zwischen 1614 und 1619. Diese neue Kirche wurde St. Nicolaus genannt – „eine ganz neue Kirche sampt einem schönen hohen Turm erbauet.“ Nach dem Corpus Bonorum wurde die Kirche 1667 erneuert. Der ursprünglich achteckige spitze Turm, der 1791 vom Blitze getroffen und zerstört worden war, wurde erst 1809–1811 wieder aufgebaut, aus Kostengründen in geringerer Höhe und mit flacherem Dach. Im Jahre 1862–64 (andere Quellen nennen 1860–1862) erhielt die Kirche ein neues Querschiff nebst Chor, das im romanischen Stil erbaut wurde. Von der alten Kirche sind nur noch ein Teil des Turmes und das Längsschiff erhalten.
Seit 1660 sind die evangelischen Gemeinden der benachbarten Ortschaften Gebhardshagen, Calbecht und Engerode im Pfarrverband Gebhardshagen zusammengeschlossen, der zur Propstei Salzgitter-Bad gehört. Im Sommer 2017 fusionierten die drei Gemeinden des Pfarrverbandes zur Kirchengemeinde Gebhardshagen-Calbecht-Engerode.

### Evangelisches Kirchenzentrum Heilig Kreuz
In den Jahren nach dem Zweiten Weltkrieg hatte die Einwohnerzahl Gebhardshagens stark zugenommen. Das Landeskirchenamt berief daher 1947 zur Unterstützung des Pfarrdienstes einen weiteren Pfarrer nach Gebhardshagen. Im Juni 1958 wurde diese Stelle in die ordentliche Pfarrstelle „Gebhardshagen II“ umgewandelt. Die ersten Gottesdienste fanden in einer Baracke am Sonnenbergweg statt. Am 30. Oktober 1960 konnte der Grundstein für eine eigene Kirche gelegt werden, die am 17. Dezember 1961 geweiht wurde und den Namen „Heilig-Kreuz-Kirche“ erhielt. Da das Grundstück nicht groß genug für mehrere Gebäude war, wurden die Gemeinderäume im Erdgeschoss, die eigentliche Kirche im zeltähnlichen Obergeschoss untergebracht. Der stählerne Glockenturm neben dem Kirchengebäude wurde erst 1966 in Betrieb genommen.

### Katholische Kirche St. Gabriel
Durch den Zuzug zahlreicher Arbeitnehmer im Rahmen des Aufbaus der Reichswerke Hermann Göring war die Zahl der Katholiken im Gebiet des heutigen Salzgitter stark angestiegen. Im Frühjahr 1941 wurden daher Teile der Wolfenbütteler Pfarrgemeinde als eigenständige Vikarien abgetrennt, zusammen mit umliegenden Ortschaften bildete Gebhardshagen die Vikarie „Wolfenbüttel Land IV“, der 1941 bereits 1214 Katholiken angehörten. Als erster Pfarrer wurde der spätere Ehrendomkapitular Johannes Wosnitza nach Gebhardshagen berufen. Anfänglich fanden die Gottesdienste in der Wohnung des Pfarrers statt, ab März 1943 konnte ein leerstehender Raum in einer Gaststätte genutzt werden. Als dieser im November 1944 bei einem Luftangriff zerstört worden war, durfte die Gemeinde die Räumlichkeiten des evangelischen St. Nicolai-Kirche mitbenutzen. Ab Sommer 1945 fanden die Gottesdienste in verschiedenen Räumen der Schule am Sonnenberg statt.
Erst 1953 wurde der Bau einer eigenen Kirche in Angriff genommen und am 13. Dezember 1953 wurde die St.-Gabriel-Kirche durch den Hildesheimer Bischof Joseph Godehard Machens geweiht. Der Bau eines Glockenturmes war aus Kostengründen zurückgestellt worden, dieser wurde erst im Mai 1982 fertiggestellt. Die Kirche gehört heute als Filialkirche zur katholischen Pfarrgemeinde St. Marien in Salzgitter-Bad.

### Neuapostolische Kirche
Die erste neuapostolische Familie zog 1939 nach Gebhardshagen. Ab 1948 wurden Gottesdienste in Gebhardshagen gehalten, zunächst in einem Privathaus, später in der Aula der Sonnenbergschule. Am 18. Mai 1972 wurde die Kirche im Zwölfackerweg 1 geweiht, sie gehörte zum Kirchenbezirk Braunschweig. Am 19. Dezember 2007 fand dort der letzte Gottesdienst statt. Die Kirche wurde geschlossen, die nächstliegenden Neuapostolischen Kirchen befinden sich heute in Salzgitter-Bad und Lebenstedt.

## Politik

### Wappen
Die Zinnenmauer und die beiden gekreuzten Lilienstäbe stehen für die Burg Gebhardshagen, die schon seit dem 13. Jahrhundert nachgewiesen ist, und deren Besitzer. Auf dieser Burg saßen zunächst die Edelherren von Hagen, die ihren Namen vom ursprünglichen Ortsnamen ableiteten. Die Burg diente von 1539 bis 1807 als herzoglich-braunschweigischer Dienstsitz. Zu dem weiß eingefassten Fenster – es findet sich auch heute noch an der Burgmauer – heißt es in der Begründung zum Wappen, es solle den heute für jedermann möglichen Blick zu den hinter dem alten Gemäuer stattfindenden öffentlichen Veranstaltungen vermitteln.
Das Wappen wurde am 5. Dezember 2002 durch den Ortsrat West der Stadt Salzgitter als Wappen von Salzgitter-Gebhardshagen angenommen.

## Wirtschaft und Infrastruktur
Gebhardshagen besitzt kleinstädtische Infrastruktur mit einigen kleinen Supermärkten und Fachgeschäften, Kindergärten, drei Kirchen, mit einer Postagentur, Banken, Autowerkstätten, Restaurants, Eisdielen, Kneipen und Kiosken, mit einer Polizeistation und einem Feuerwehrhaus, einem Studentenwohnheim, mit einem Anschluss ans Busnetz, mit Ärzten und Apotheken, mit Vereinen, Sportplätzen und einem 2005 sanierten beheizten, vom SV-Glück-Auf betriebenen Waldschwimmbad. Durch den im Herbst 2009 fertiggestellten Kunstrasenplatz hat der SV-Glück-Auf Gebhardshagen seine Sportanlagen erweitert. In Gebhardshagen gibt es zwei Schulen, die Realschule Gebhardshagen wurde erst im Jahr 2004 von einer Haupt- und Grundschule in eine Realschule umgewandelt. Das mittelalterliche Markttreiben Spectaculum gebhardi hagensis, das seit 2014 jeweils an einem Wochenende im Juni in der Burg stattfindet, soll die Entstehungszeit des Ortes und der Burg wieder aufleben lassen.

## Persönlichkeiten, Töchter und Söhne

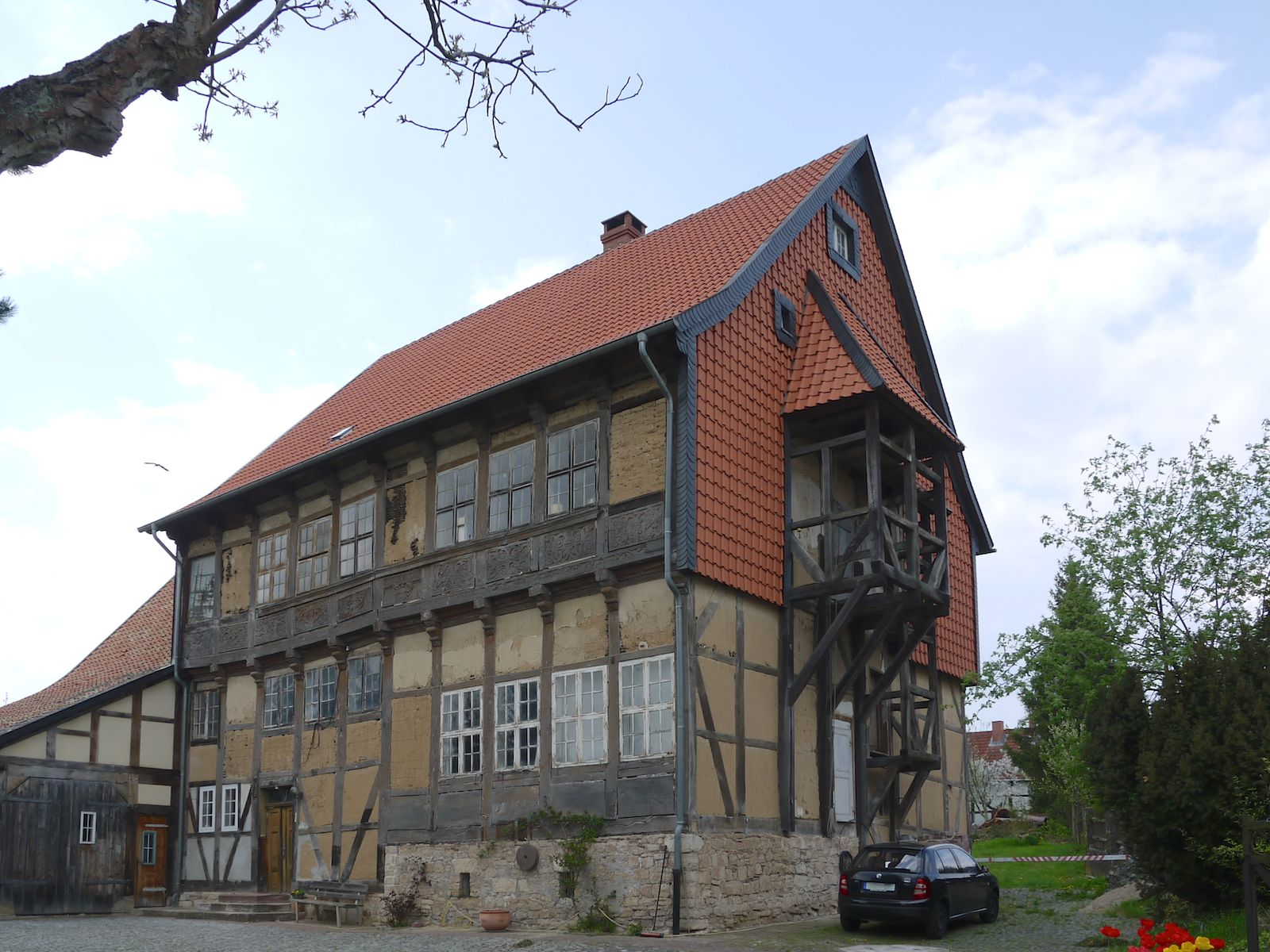
Lattemannsches Haus, gebaut 1663, Geburtshaus von Hermann Lattemann

- Hermann Lattemann (1852–1894), Ballonfahrer und Fallschirmspringer
- Erich Reinefeld (* 1920), Chemiker und Hochschullehrer
- Jürgen Diestelmann (1928–2014), evangelisch-lutherischer Theologe, Pfarrer in Gebhardshagen
- Katrin Wichmann (* 1978), Schauspielerin und Grimme-Preisträgerin
- Sudden (* 1988), Musiker
- Daniel Theis (* 1992), Basketballer